# Nationalpark Sierra de las Quijadas

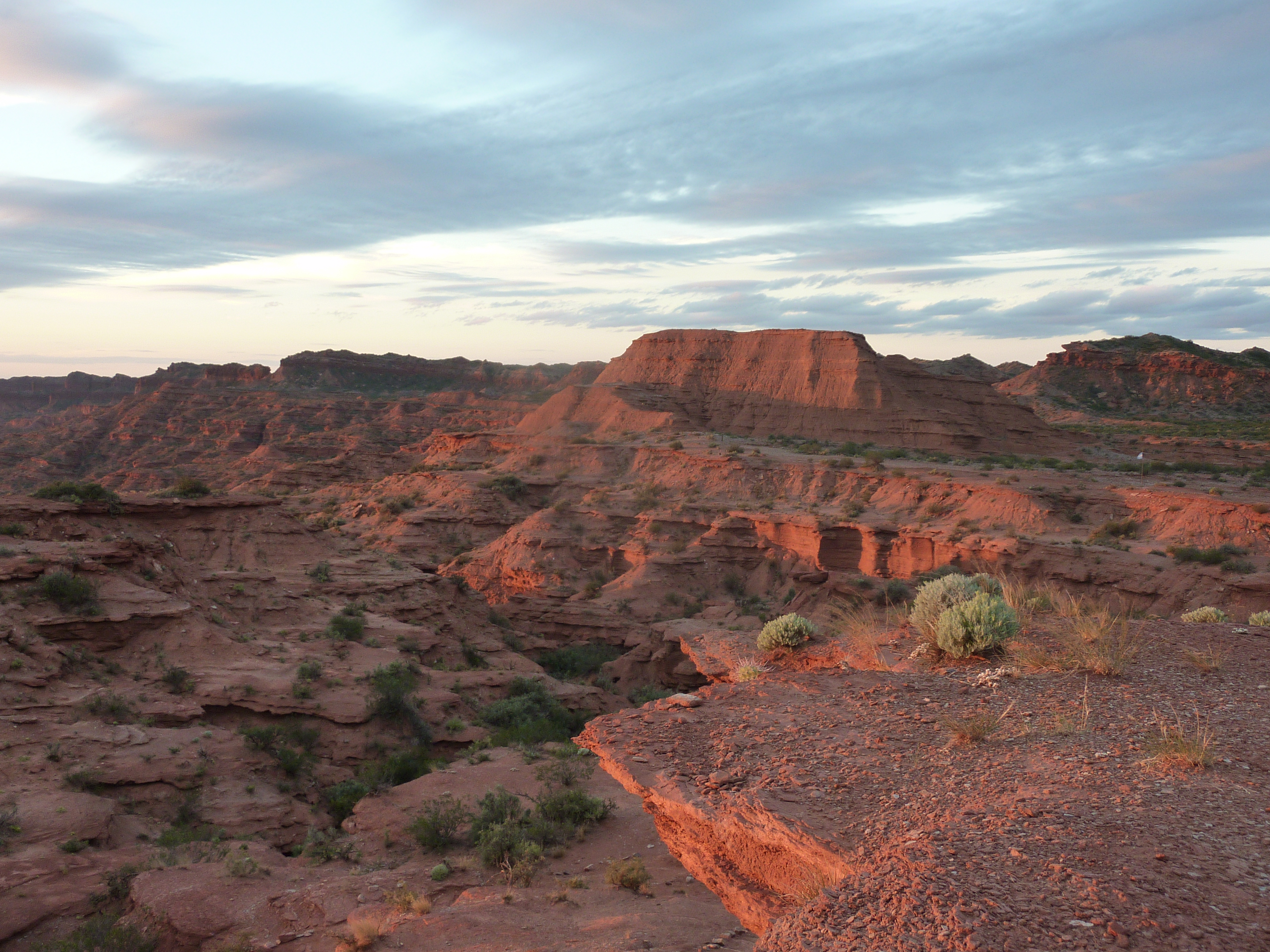
Sierra de las Quijadas

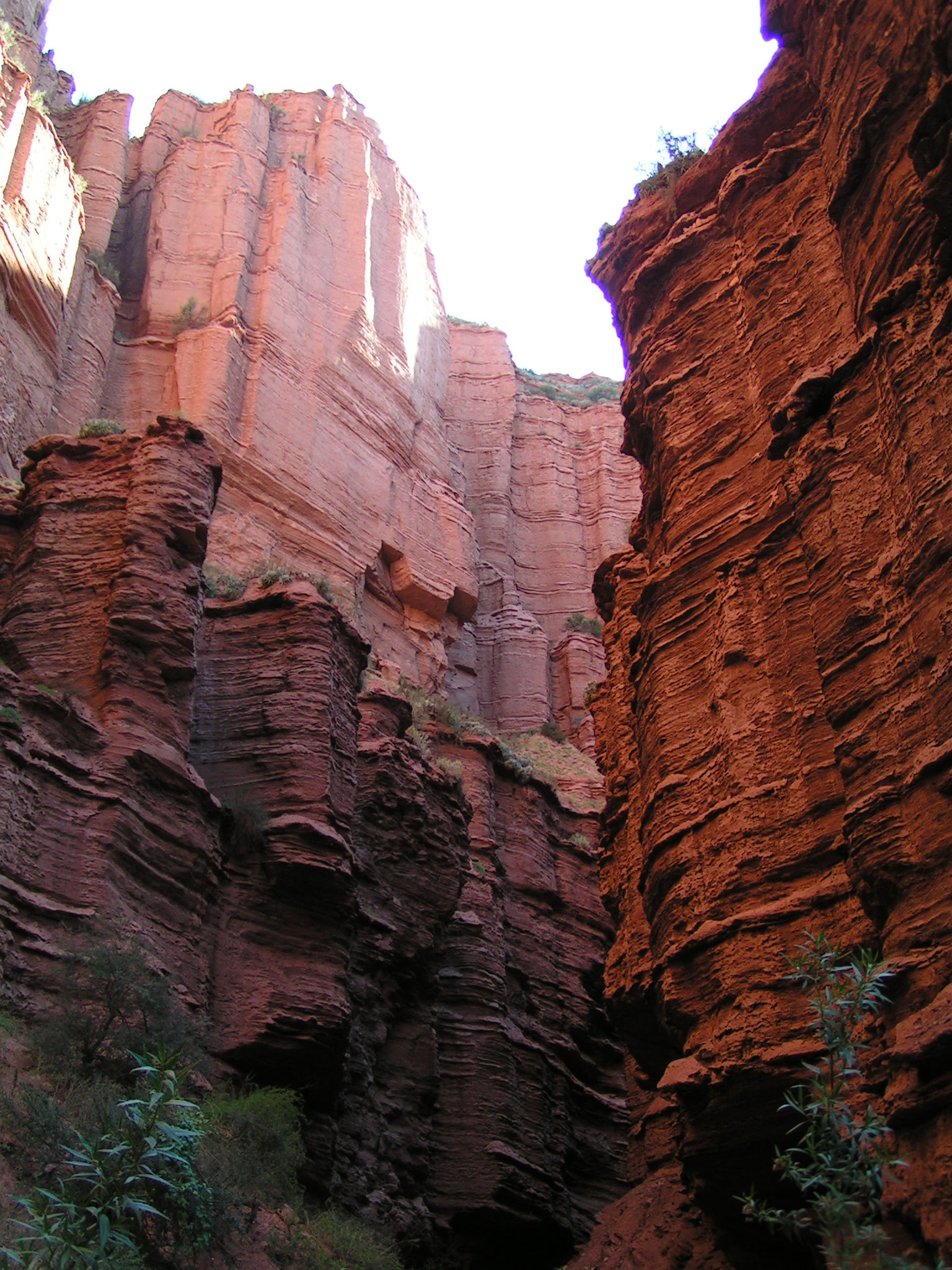
Felsformationen in der Sierra de las Quijadas

Sierra de las Quijadas ist ein Nationalpark in Argentinien. Er liegt im Nordwesten der Provinz San Luis, die an Mendoza im Westen, San Juan und La Rioja im Norden sowie Córdoba im Osten und La Pampa im Süden grenzt. Er ist leicht von der gleichnamigen Stadt San Luis über organisierte Touren zu erreichen. Das kaum von ausländischen Touristen besuchte Gebiet des Parks erstreckt sich über eine Fläche von 150.000 Hektar.
Der seit 1991 bestehende Park ist bei Paläontologen sehr bekannt für seine Fossilien und Dinosaurierspuren aus dem Aptium von vor ungefähr 120 Millionen Jahren. Außerdem ist er sehr beliebt bei argentinischen Touristen wegen seiner bizarren Felsformationen, welche dem Bryce-Canyon-Nationalpark sehr ähnlich sind. Die Universität von San Luis und das American Museum of Natural History arbeiten hier gemeinsam an Ausgrabungen.
Die Trekking-Möglichkeiten sind hervorragend, aber das komplexe System der Canyons erfordert einen ausgeprägten Orientierungssinn. Es wird zu einem Führer geraten, da die extrem starken Sommerregen Sturzfluten auslösen können, wodurch die Canyons sehr gefährlich werden. Außerdem steigen im Sommer (Dezember bis Februar) die Temperaturen bis auf 50 °C.
Am Eingang befindet sich ein kleiner Campingplatz und ein kleines Geschäft.